# Revisie Vegetatie van Nederland
De Revisie Vegetatie van Nederland, vaak afgekort als rVvN, is een handboek binnen de vegetatiekunde voor de in Nederland voorkomende plantengemeenschappen. Het boek vormt een revisie op de vijfdelige boekenreeks De vegetatie van Nederland die verscheen in de periode 1995–1998. De syntaxonomische indeling die gehanteerd wordt in de Revisie Vegetatie van Nederland is tevens overgenomen in het computerprogramma SynBioSys.
In het boek worden per klasse en de onderliggende syntaxa synoptische tabellen gepresenteerd waarin de kentaxa, differentiërende taxa, en indien nodig de constante taxa worden genoemd.